# Armand Barbès

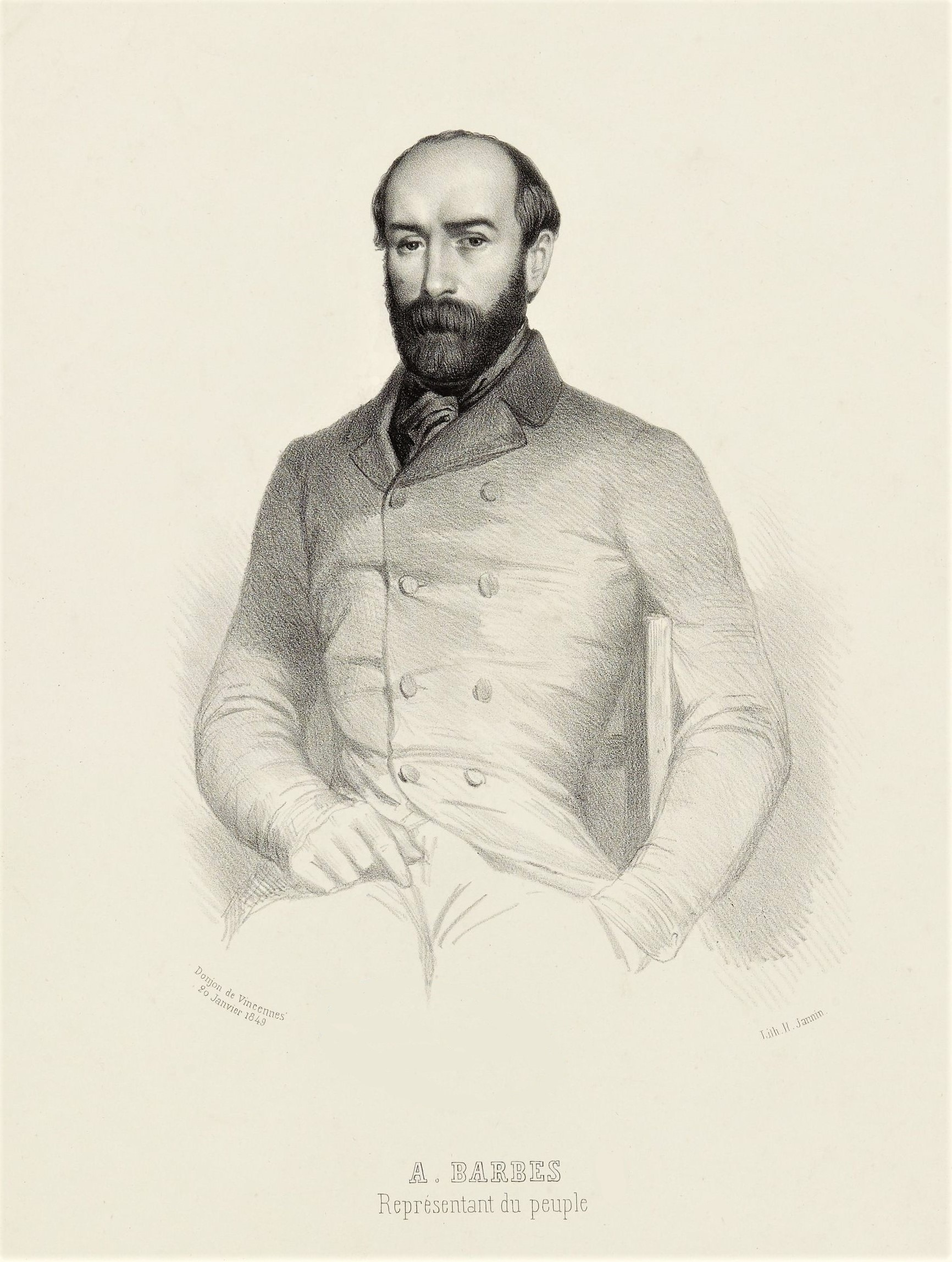
Armand Barbès

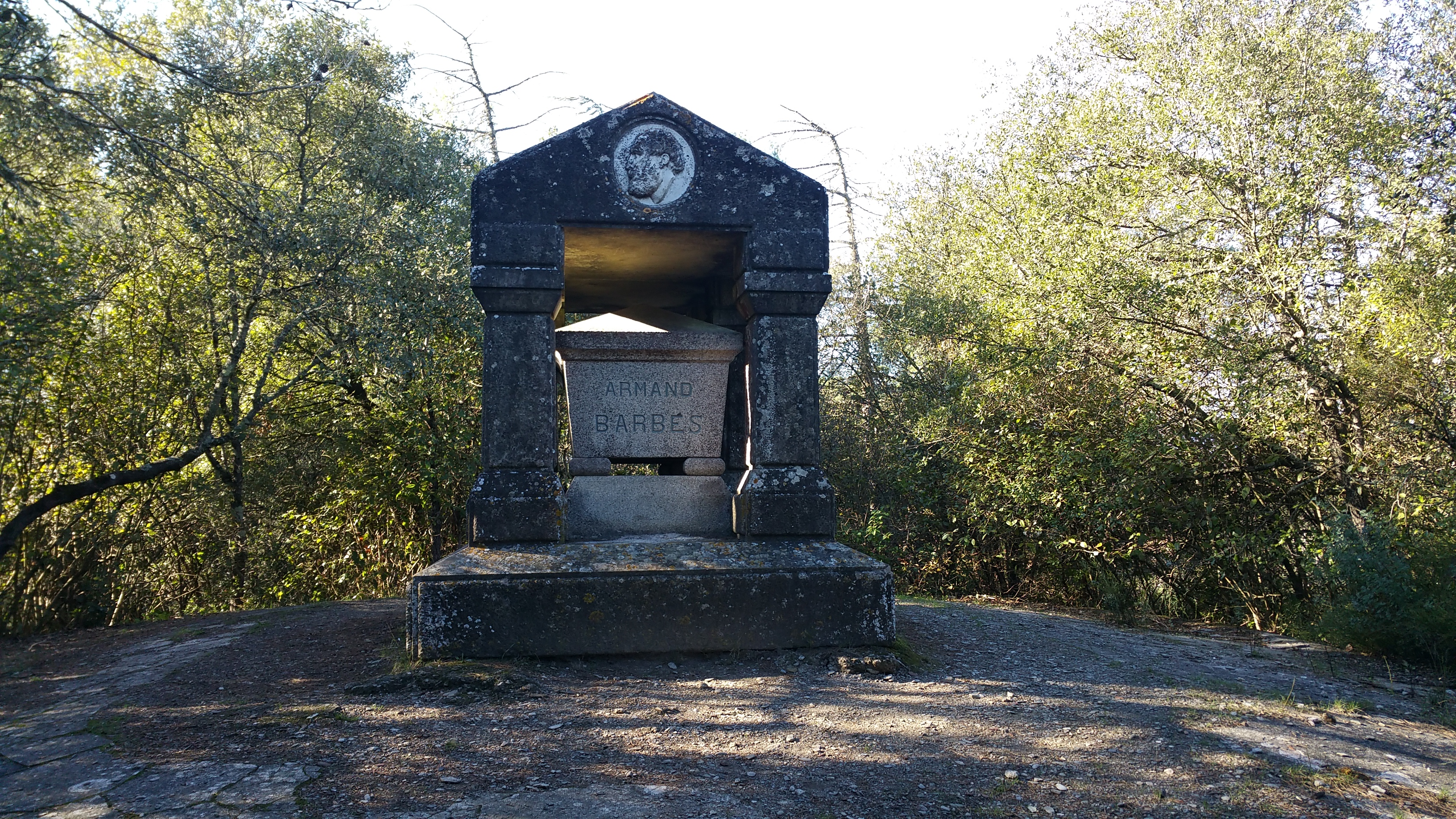
Grab von Armand Barbès in Villalier

Sigismond Auguste Armand Barbès (* 18. September 1809 in Pointe-à-Pitre; † 26. Juni 1870 in Den Haag) war ein revolutionärer französischer Republikaner.

## Leben
Der auf der Insel Guadeloupe geborene Barbès erhielt seine Bildung im College zu Sorèze und studierte seit 1832 in Paris die Rechte. Durch den Tod seiner Eltern wurde er Herr eines bedeutenden Grundbesitzes, indem er ein bei Carcassonne gelegenen Landgut erbte. Er wurde Mitglied mehrerer geheimer Gesellschaften, so der radikalen Société des droits de l’homme und später (seit 1838) der Société des saisons, die er zusammen mit Louis-Auguste Blanqui anführte. Außerdem war er Unterstützer und Mitarbeiter mehrerer republikanischer Journale. 1834 wurde er bei Verbreitung eines revolutionären Aufrufs erstmals inhaftiert und trat nach seiner Freilassung Anfang 1835 unter den Verteidigern jener Personen auf, die wegen Anstiftung eines Aufruhrs im April 1834 angeklagt waren. Im März 1836 wurde er abermals verhaftet und wegen heimlicher Pulverproduktion zu einer einjährigen Haftstrafe verurteilt. Das Amnestiegesetz vom 8. Mai 1837 führte zu seiner Freilassung.
An der Seite von Blanqui spielte Barbès eine führende Rolle während des Aufstandes gegen König Louis-Philippe, der am 12. Mai 1839 in Paris stattfand. Dabei führte Barbès die Aufständischen beim Angriff auf den Justizpalast und auf das Rathaus an. Die Insurrektion scheiterte indessen und kostete über 70 Menschen das Leben. Barbès war während des Kampfes verwundet und ergriffen worden. Die Pairskammer sprach über ihn am 12. Juli 1839 die Todesstrafe aus, und zwar weniger wegen seiner Rolle als einer der Haupturheber der Revolte denn als Urheber der Ermordung des Leutnants Drouineau. Trotz des Widerspruchs der Minister von Louis-Philippe wurde er indessen auf Fürbitten des Herzogs von Orléans und dessen Gattin sowie Victor Hugos zu lebenslänglicher Haft begnadigt, die er im Staatsgefängnis Mont-Saint-Michel verbüßte.
Durch die Februarrevolution 1848 kam Barbès frei und begab sich im März nach Paris. Er hatte jedoch nun ein gespanntes Verhältnis zu seinem alten Genossen Blanqui und näherte sich mehr der provisorischen Regierung, die ihn zum Gouverneur des Palais du Luxembourg und zum Oberst der 12. Legion der Pariser Nationalgarde ernannte. Im April wurde er im Département Aude zum Abgeordneten der konstituierenden Nationalversammlung gewählt. Als Blanqui und andere am 15. Mai 1848 die Nationalversammlung aufzulösen und eine neue Regierung einzusetzen suchten, schlug Barbès sich wieder auf die Seite seiner früheren Parteigenossen. Der Aufruhr scheiterte aber, und Barbès wurde  ergriffen, nach Vincennes abgeführt und vom Staatsgerichtshof zu Bourges am 2. April 1849 zu lebenslänglicher Deportation verurteilt, die aber in lebenslängliche Einkerkerung umgewandelt wurde.
Barbès, der 1848 die Flugschrift Deux jours de condamnation à mort, eine Art politischen Testaments, verfasst hatte, saß nun in einem unterirdischen Gefängnis auf Belle-Isle bis zum Oktober 1854, als Napoleon III.  seine Freilassung verfügte. Veranlassung dafür war ein Privatbrief von Barbès gewesen, der an die Öffentlichkeit gelangt war und worin er seine Freude über militärische französische Siege ausgedrückt hatte. Barbès wollte jedoch aus der Hand des Kaisers keine Begnadigung annehmen und kam nur nach Paris, um gegen seine Freilassung zu protestieren und sich dem Gericht zur Verfügung zu stellen. Da dieses keine Notiz von ihm nahm, ging er freiwillig ins Exil in die Niederlande. Dann begab er sich nach Barcelona in Spanien, wurde aber im Mai 1856 hier ausgewiesen. Daraufhin nahm er seinen Aufenthalt in Cádiz, dann wieder in Den Haag, wo er am 26. Juni 1870 im Aller von 60 Jahren starb, nur wenige Wochen vor dem Sturz des Zweiten Kaiserreiches und der Zeit der Pariser Kommune.
Nach seinem Namen wurde in Paris der Boulevard Barbès im 18. Arrondissement benannt.